# عبلة أبو علبة
عبلة أبو علبة (وُلدت في عام 1950 بمدينة قلقيلية، فلسطين) هي سياسية أردنية-فلسطينية، وهي الأمين الأول لحزب الشعب الديمقراطي الأردني - ذو التوجه اليساري، منذ آب 2010. وهي ثاني امرأة تقود حزباً أردنياً في تاريخ الحياة الحزبية في البلاد. شغلت منصب نائب سابقاً في مجلس النواب الأردني (البرلمان) منذ الانتخابات التشريعية التي شهدها الأردن أواخر عام 2010.

## الحياة المهنية
انخرطت في النضال الوطني الفلسطيني منذ عام 1969 أثناء نشوء المقاومة الفلسطينية في الأردن إثر هزيمة حزيران عام 1967. شاركت في تأسيس منظمة الجبهة الديمقراطية في الأردن منذ عام 1974 – 1989.
انتخبت عضواً للمكتب السياسي لحزب الشعب الديمقراطي الأردني “ حشد “ منذ مؤتمره الأول الذي عقد في تموز 1989 وحتى تموز 2010.
انتخبت لموقع الأمين الأول لحزب الشعب الديمقراطي الأردني “ حشد “ في اب 2010. شاركت في تأسيس الاتحاد النسائي في الأردن عام 1974م، وانتخبت عضواً في اللجنة التنفيذية للاتحاد في مؤتمره الوطني الخامس عام 2008.

## العضوية
- عضو رابطة الكتاب الأردنيين منذ عام 1974.
- عضو المكتب التنفيذي للشبكة النسوية العربية منذ عام 2006.
- عضو في المكتب الدائم للاتحاد النسائي العربي العام منذ عام 2005 – 2009.
- عضو الأمانة العامة للاتحاد العام للمراة الفلسطينية منذ 1985 – 2009.
- عضو في المكتب الدولي للمنظمات الخيرية والإنسانية / مقره جنيف / منذ عام 2003.

## دراسات
لها دراسات عديدة منشورة حول المرأة الأردنية والمرأة العربية ومؤسسات المجتمع المدني. شاركت في عدد واسع من المؤتمرات المحلية والعربية.